# Селавик (Аляска)
Селавик (англ. Selawik, эским. Siilvik) — город в боро Нортуэст-Арктик, штат Аляска, США. Второй по количеству жителей в Нортуэст-Арктик после Коцебу. Слово «сиилвик» на языке инупиатов означает «место нельмы».

## География
Селавик расположен в дельте одноимённой реки в 12 километрах от впадения её в одноимённое же озеро, и в 58 километрах от залива Коцебу. Площадь города составляет 8,9 км², из них 2,3 км² занимают открытые водные пространства. Город обслуживает одноимённый аэропорт.

## История
Впервые о деревне в этом месте с названием Чиливик упоминается в 1840-х годах в рапорте Лаврентия Загоскина. В 1880 году исследователь Иван Петров сообщил о 100 жителях, проживающих здесь. В 1908 году в поселении работали школа и церковь. В 1974 году Селавик получил статус «город I класса», но уже в 1977 году он был изменён на «II класс». К XXI веку Селавик занимает три берега дельты реки, все части города соединены мостами.

## Демография
Население
- 1880 год — ок. 100 человек
- 1990 год — 596 человек
- 2000 год — 772 человек
- 2010 год — 829 человек
- 2012 год — 856 человек
- 2020 год — 809 человек

Расовый состав (2010)
- эскимосы — 85,4 % (94,8 % в 2000 году)
- белые — 4,0 % (3,2 % в 2000 году)
- афроамериканцы — 0,1 % (столько же в 2000 году)
- азиаты — 0 % (0,8 % в 2000 году)
- уроженцы тихоокеанских островов или Гавайев — 0 % (0,1 % в 2000 году)
- смешанные расы — 10,5 % (0,9 % в 2000 году)
- латиноамериканцы (любой расы) — 0 % (0,1 % в 2000 году)